# Cremă antiîmbătrânire
Cremele antiîmbătrânire sunt produse cosmeteutice de îngrijire a pielii pe baza de hidratare, comercializate unui consumator cu promisiunea de a-l face să fie mai tânăr prin reducerea, mascarea sau prevenirea semnelor îmbătrânirii pielii. Acestea sunt laxitatea (lăsarea), ritmele (ridurile) și fotoîmbătrânire, care includ eritem (înroșire), dispigmentare (decolorații brune), elastoză solară (îngălbenire), keratoze (creșteri anormale) și textură slabă.
În ciuda cererii mari, multe produse și tratamente antiîmbătrânire nu s-au dovedit a produce efecte pozitive de durată sau majore. Un studiu a descoperit că cele mai performante creme au redus ridurile cu mai puțin de 10% în 12 săptămâni, ceea ce nu este vizibil pentru ochiul uman. Un alt studiu a descoperit că hidratantele ieftine erau la fel de eficiente ca și cremele antirid cu preț ridicat. Un studiu realizat în 2009 la Universitatea Manchester, finanțat de producătorul cremei, a arătat că un amestec proprietar de ingrediente a avut un efect pozitiv după șase luni de aplicare zilnică atunci când a fost extrapolat la o bază de comparație de douăsprezece luni. Metodele statistice utilizate pentru a arăta acest lucru au fost criticate.

## Ingrediente
Cremele antiîmbătrânire pot include ingrediente hidratante convenționale. De asemenea, conțin de obicei ingrediente specifice care pretind că au proprietăți antiîmbătrânire, cum ar fi:
- Retinoizi (de exemplu, sub formă de palmitat de retinil). În diferite formulări s-a demonstrat că reduce liniile fine și porii.[8]
- Factorul de creștere epidermică, pentru a stimula reînnoirea celulară și producția de colagen la nivelul pielii și pentru a consolida elasticitatea și structura. În diferite cercetări, s-a demonstrat că factorul de creștere a epidermului reduce liniile fine, ridurile și lăsarea.[9]De asemenea, are proprietăți de vindecare (răni și arsuri) și antiinflamatorii atunci când sunt aplicate pe piele.[10]
- Equol[11][12][13][14][15][16]
- Alfa hidroxi acizii (AHA) și beta hidroxi acid sau alte peelinguri chimice. Acestea ajută la dizolvarea „lipiciului” intracelular care ține celulele moarte împreună pe piele. Utilizarea zilnică a acestui tip de produs îmbunătățește treptat exfolierea epidermei. Aceasta expune celule mai noi ale pielii și poate ajuta la îmbunătățirea aspectului. AHA-urile pot irita anumite piele, provocând roșeață și flambaj.
- Peptide, cum ar fi acetil hexapeptidă-3 (Argireline), Matryxil și peptide de cupru.
- Coenzima Q10
- Antioxidanții sunt substanțe care pot proteja celulele de daunele cauzate de molecule instabile cunoscute ca radicali liberi.[17] Studiile de până acum sunt neconcludente, dar, în general, nu oferă dovezi puternice că suplimentele antioxidante au un impact substanțial asupra bolii.
- Cremele solare oferă un nivel ridicat de protecție UVA împotriva efectelor radiațiilor UVA, cum ar fi ridurile.[18][19]
- Vitamina C[20]